# Vitraj
Vitraj ili vitraž (franc. vitrail) je posebnim načinom oslikano staklo, najčešće na crkvenim prozorima, povezano olovnim okvirićima.

## Povijest
Kada su ljudi uspjeli uz pomoć kemijskih spojeva, oksida, bojiti staklo (manganov oksid boji ljubičasto, ili neutralizira prirodnu nijansu stakla, a željezni oksid plavo ili žuto, ovisno o atmosferi u peći), umjetnici su došli na misao da sastavljaju slike od komadića obojenog stakla. Slikar - staklar zvan vitrajer radi slično kao mozaičar. Ali njegovi su komadići stakla širi od mozaičarovih staklenih štapića i kamenčića. Osim toga vitrajer ih ne utiče u zid, nego uokviruje u olovne spojnice. Stavljen na prozor umjesto na zid, vitraj kroz sebe pušta sunčeve zrake i stvara najblistavije boje među svim slikarskim tehnikama.
Najljepše primjere tehnike vitraja nalazimo na gotičkim francuskim srednjovjekovnim katedralama: Chartres, Notre Dame u Parizu i Bourgesu. O tome kako su srednjovjekovni staklari dobivali staklenu masu, kako su je bojali i kako su sastavljali likove govori njihov suvremenik Teofil (XII. st.) u knjizi O raznim umjetnostima.   .

## Vanjske poveznice

### Ostali projekti
|  | Zajednički poslužitelj ima stranicu o temi Vitraji u svijetu      |
|  | Zajednički poslužitelj ima još gradiva o temi Vitraji u Hrvatskoj |